# María Sagrario Moragas Cantarero
Elvira Moragas Cantarero, OCD, řeholním jménem María Sagrario de San Luis Gonzaga (8. ledna 1881, Lillo – 15. srpna 1936, Madrid) byla španělská římskokatolická řeholnice, členka Řádu bosých karmelitek, zabitá pro svoji víru během španělské občanské války. Katolická církev ji uctívá jako blahoslavenou mučednici.

## Život
Narodila se dne 8. ledna 1881 v obci Lillo jako třetí ze čtyř dětí Ricardu Moragasovi a Isabel Cantarero. Její otec pracoval jako lékárník. Její starší sestra Sagrario (*1879) zemřela v roce 1890. Roku 1887 přijala svátost biřmování.
V roce 1886 se s rodinou přestěhovala do El Pardo v Madridu poté, co král Alfons XIII. jmenoval jejího otce svým farmaceutickým poradcem. Nejprve docházela na školu San Fernando v madridské čtvrti Cuatro Caminos a poté na střední školu Cardinal Cisneros Institute v Madridu. Zde jako studentka dosahovala špičkových výsledků a dne 29. června 1889 složila maturitu. V letech 1900–1905 studovala jako jedna z prvních žen na Farmaceutické fakultě Madridské univerzity.
Po smrti jejího otce roku 1909 převzala jeho lékárnu. Roku 1911 zemřela její matka. V té době se rozhodla stát řeholnicí. V roce 1915 její bratr Ricardo promoval jako lékárník, načež převzal její lékárnu, aby mohla vstoupit do zasvěceného života, po čemž toužila. Jejím duchovním vůdcem byl v této době sv. José María Rubio y Peralta.
Vstoupila do Řádu bosých karmelitek a dne 21. června 1915 byla přijata jako postulantka v klášteře sv. Anny a Josefa v Madridu. Dne 21. prosince 1915 přijala řeholní hábit a řeholní jméno María Sagrario de San Luis Gonzaga, na počest sv. Aloise Gonzagy. Dne 24. prosince 1916 složila své první řeholní sliby a dne 6. ledna 1920 složila své sliby doživotní. Dne 18. dubna 1927 byla zvolena převorkou svého kláštera, kterou poté byla do roku 1930, kdy se stala novicmistrní. Dne 1. července 1936 byla znovuzvolena převorkou svého kláštera, kdy tuto funkci zastávala až do své smrti. V té době, po vypuknutí španělské občanské války, docházelo ve Španělsku k velkému pronásledování křesťanů.
Dne 20. července 1936 na její klášter zaútočil velký dav, pročež ukryla svěřené sestry a začala jim hledat vhodné útočiště. V té době jí její bratr nabídl, aby se za ním odstěhovala do sousední obce, čímž by se vyhnula pronásledování, což však kvůli povinnostem nad svěřenými sestrami odmítla. Dne 14. srpna 1936 byla milicionáři zatčena. Během výslechů mlčela, když se jí tázali, kde ukryla cennosti kláštera, protože razie neodhalily nic cenného. Její mlčení vyvolalo hněv vyslýchajících, kteří na ni tlačili, aby získali informace. Její odmítnutí jim je poskytnout přimělo milicionáře, aby jí dali kus papíru, na který poté napsala: "¡Viva Cristo Rey!" („Ať žije Kristus Král“).To rozzuřilo milicionáře, kteří se ji rozhodli zabít. Byla zastřelena následujícího 15. srpna během pozdního večera v poustevně San Isidro v Madridu poté, co tam byla před půlnocí přepravena. Její ostatky jsou uchovávány v klášteře sv. Anny a Josefa v Madridu.

## Úcta
Dne 8. března 1997 podepsal papež sv. Jan Pavel II. dekret o jejím mučednictví. Blahořečena pak byla dne 10. května 1998 na Svatopetrském náměstí papežem sv. Janem Pavlem II.
Její památka je připomínána 15. srpna. Bývá zobrazována v řeholním oděvu. Je patronkou lékárníků.